# Tràn ngập (quân sự)

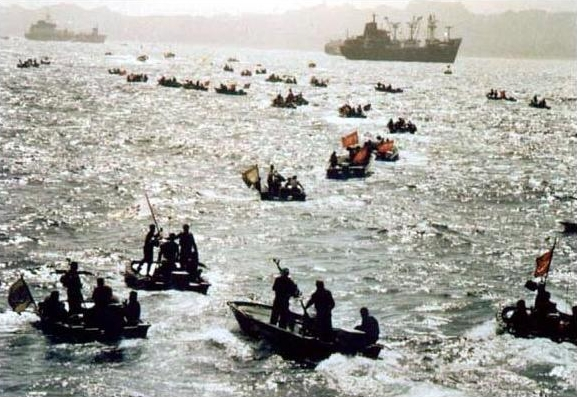
Các thuyền của Lực lượng Vệ binh Cách mạng Hồi giáo tràn ngập trong cuộc diễn tập Shahdat (Bài tập Tử đạo) ở Vịnh Ba Tư.

Tràn ngập là một chiến lược quân sự được tiến hành bằng hoạt động tấn công đồng loạt các đơn vị trên một lãnh thổ rộng, nhằm làm rối loạn khả năng phản ứng của quân đối phương, từ đó khiến đối phương xao lãng vào mục tiêu quân sự chủ yếu mà quân tiến công đang hướng đến.
Tình huống thường gặp phải trong chiến tranh bất đối xứng là trận chiến giữa các lực lượng đối đầu chênh lệch nhau về sức mạnh. Trong những tình huống như vậy, "tràn ngập" liên quan đến việc sử dụng một lực lượng phân tán chống lại một đối thủ mạnh hơn, theo cách nhấn mạnh tính cơ động, liên kết, độc lập và phối hợp đơn vị. Các đạo quân trong lịch sử đã sử dụng các nguyên tắc "tràn ngập" mà không thực sự xem xét chúng rõ ràng, nhưng hiện nay có nghiên cứu tích cực các học thuyết quân sự về sự "tràn ngập".

## Những hình thức cơ bản và trường hợp điển hình

### Tràn ngập trên khía cạnháp đảo quân số
- Chiến thuật của vua Napoleon, ông thường quan sát hoặc phán đoán vị trí trọng yếu của đối phương, rồi tập trung quân số áp đảo để đánh vào khu vực đó, tiêu biểu là Trận Austerlitz (1805).
- Chiến thuật biển người, điển hình của lối đánh này là quân Trung Quốc trong chiến tranh Triều Tiên, điều này nhằm bù đắp cho sự thiếu thốn phương tiện vũ khí so với Mỹ.

### Tràn ngập trên khía cạnh chiến thuật
- Tổng tấn công và nổi dậy của quân Giải phóng vào năm 1968, khi tấn công đồng loạt hầu hết đô thị miền Nam Việt Nam nhằm khiến quân Mỹ bị rối loạn.

### Tràn ngập trên khía cạnh phạm vi triển khai
- Tràn ngập lãnh thổ của Quân lực Việt Nam Cộng hòa, họ cho quân đồng loạt đánh chiếm và giữ hàng loạt các khu vực lãnh thổ, một hoạt động nhằm giật đất giành dân với Mặt trận Dân tộc Giải phóng Miền Nam.

## Hình thức tràn ngập trongchiến tranh tâm lý
- Để đe dọa kẻ thù, khiến họ khiếp sợ bằng việc gây nhầm lẫn về quân số thực sự của mình, một toán kỵ binh nhỏ sẽ cột những nhánh cây dài và thả phía sau ngựa, họ liên tục di chuyển trong một tuyến dài tạo thành những đám bụi mịt mờ để kẻ thù lầm tưởng có rất nhiều binh sĩ thù địch đang hiện diện. Một số trường hợp theo cách này được thực hiện bởi quân Thục Hán trong một số trận chống quân Tào Ngụy. Đây cũng là một chiến thuật tâm lý được quân Mông Cổ sử dụng vào thế kỷ 13.
- Một số trường hợp lừa dối quân đối phương, phóng đại quân số đông đảo của mình là việc đốt lửa dày đặc trên một tuyến dài trong một số trận đánh vào thời kỳ cổ đại ở phương Tây. Một ghi nhận của quân Mông Cổ là vào năm 1204, Thiết Mộc Chân ra lệnh cho binh lính của mình dựng trại trải rộng trên thảo nguyên Sa'ari (ở miền tây Mông Cổ). Mỗi người thắp sáng năm ngọn đuốc ở khoảng cách xa nhau, khiến người dân Naiman sợ hãi và đã giúp Thiết Mộc Chân đánh bại họ.[2]
- Trong Chiến tranh Đại Ngu–Minh, cả quân Minh và quân Hồ đều cho phao tin phóng đại số quân của mình.
- Trong thời hiện đại, việc sử dụng công nghệ và máy móc cũng góp phần gây sốc tâm lý quân thù như việc bắt loa kêu gọi ở hàng loạt địa điểm, một cách lừa dối về quân số và sự hiện diện tràn ngập hàng loạt vị trí.

## Các cuộc chiến tranh liên quan
- Vây hãm Samarkand, (năm 1494 hoặc 1496)
- Trận Austerlitz, 1805
- Trận sông Chongchon, 1950, trong chiến tranh Triều Tiên.
- Chiến tranh Afghanistan (1978–1992)
- Trận Mogadishu (1993)[3]
- Chiến tranh Kosovo[4]
- Các cuộc Chiến tranh Chechnya